# Saint-Aubin (Jura)
Saint-Aubin is een gemeente in het Franse departement Jura (regio Bourgogne-Franche-Comté). De plaats maakt deel uit van het arrondissement Dole. Saint-Aubin telde op 1 januari 2022 1.855 inwoners. 

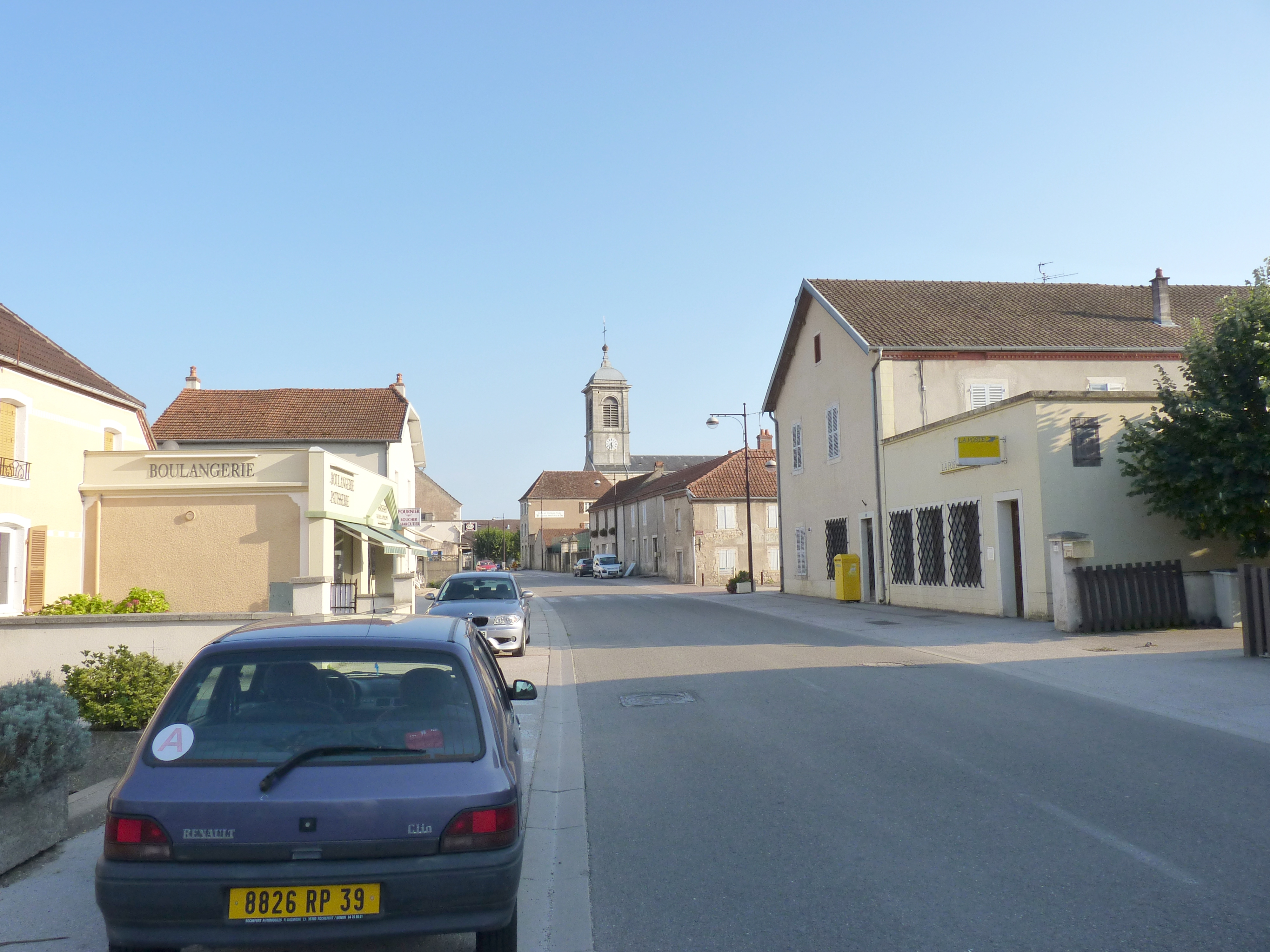
Hoofdstraat
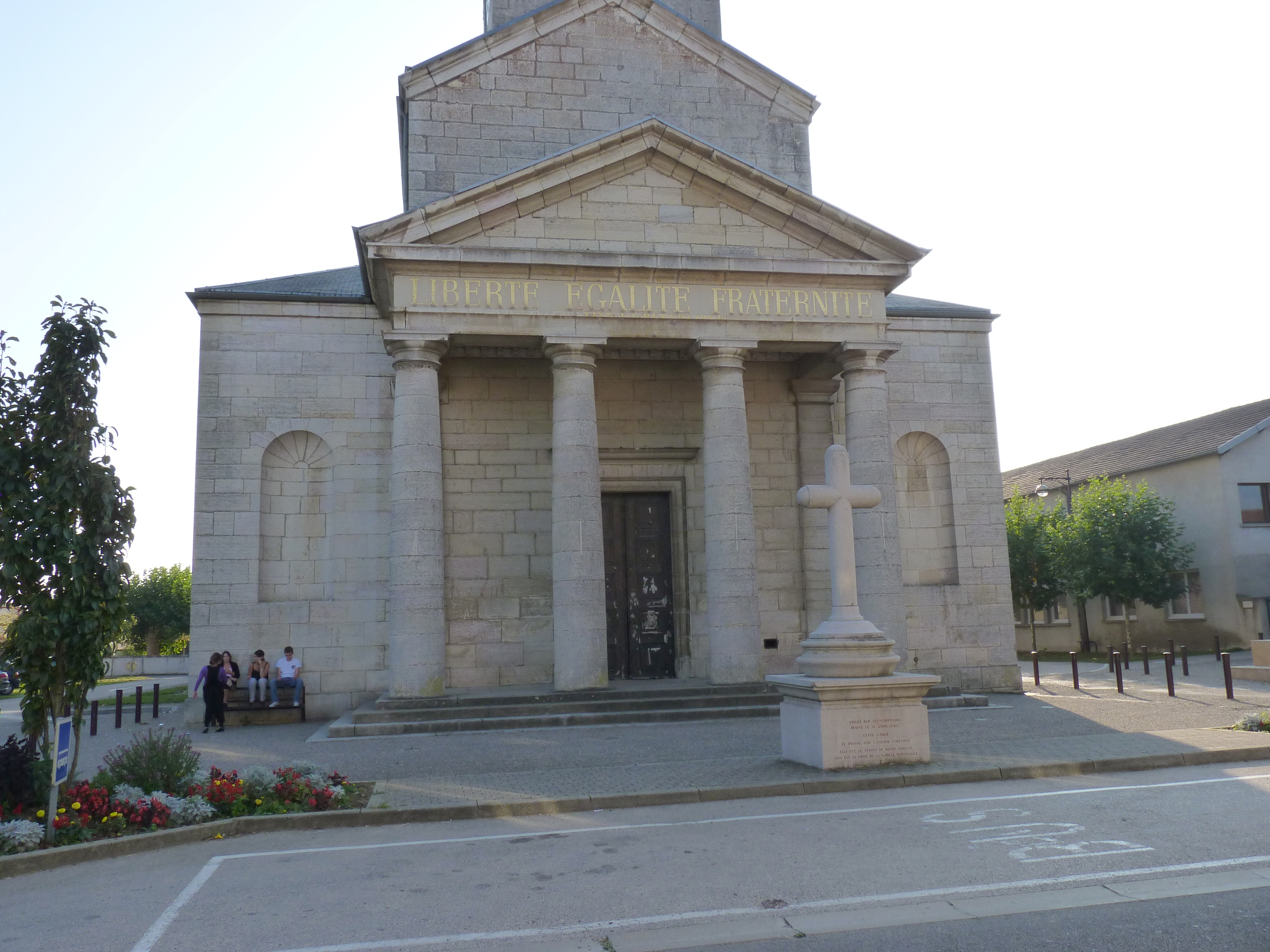
Kerk van Saint-Aubin
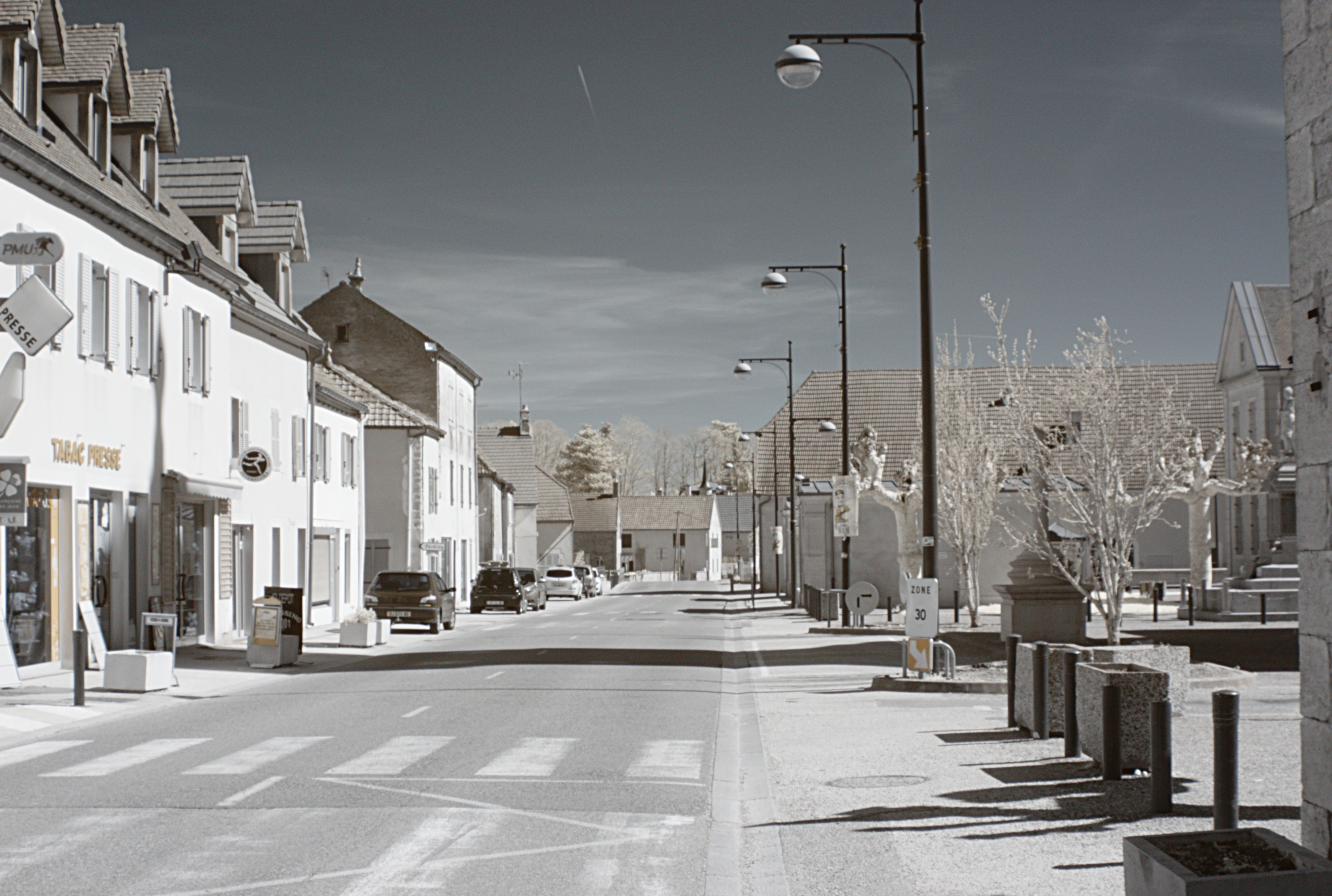

## Geografie
De oppervlakte van Saint-Aubin bedroeg op 1 januari 2022 33,76 vierkante kilometer; de bevolkingsdichtheid was toen 54,9 inwoners per km².

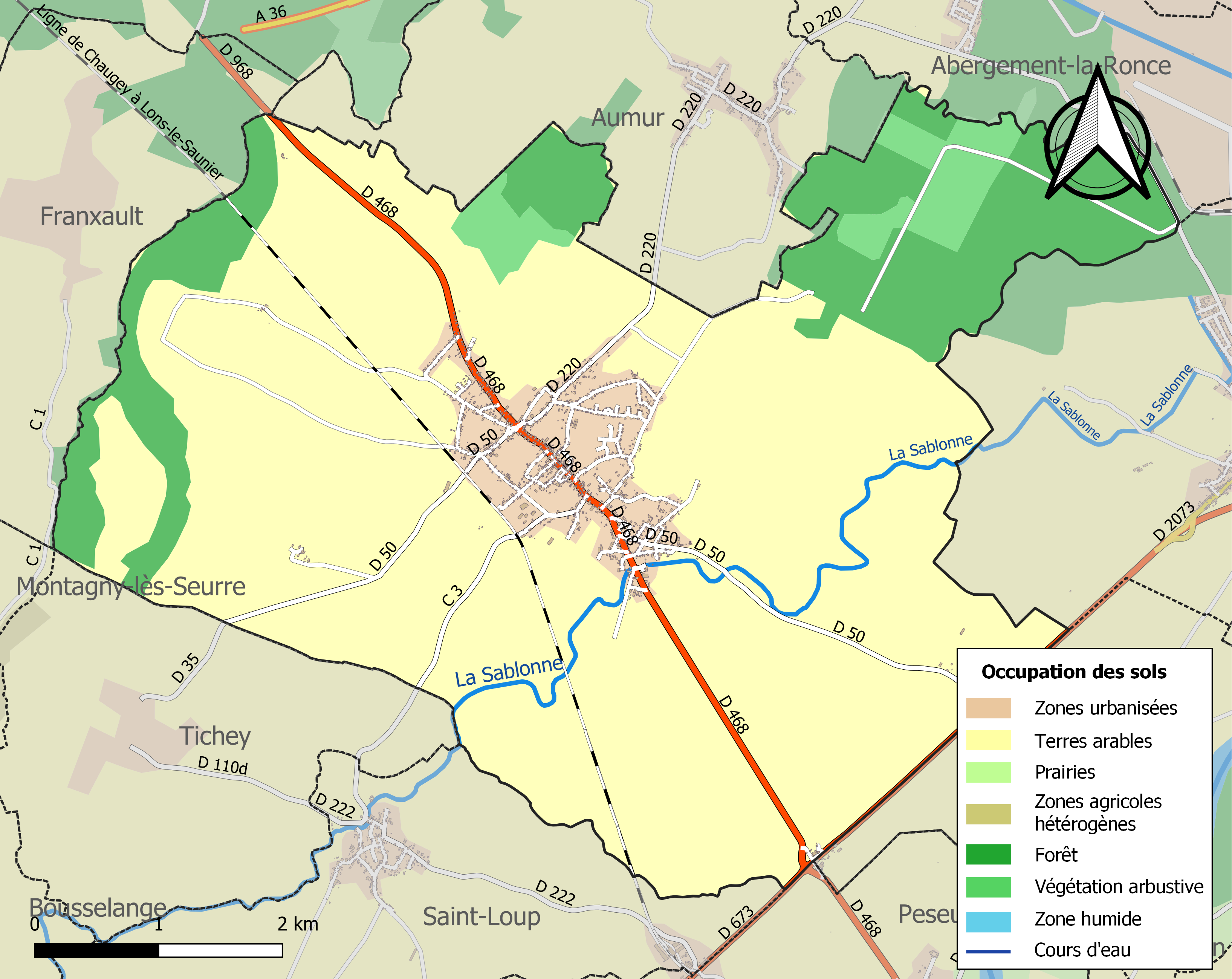
Kaart van de gemeente met de belangrijkste infrastructuur, bodemgebruik en omliggende gemeenten

## Demografie
Onderstaande figuur toont het verloop van het inwonertal (bron: INSEE-tellingen).